# Coupe de Belgique de cyclisme sur route 2020
Navigation
Coupe de Belgique 2019 Coupe de Belgique 2021
La Coupe de Belgique de cyclisme sur route 2020, officiellement nommée la Bingoal Cycling Cup 2020, est la 5e édition de la Coupe de Belgique de cyclisme sur route. Elle débute le 8 mars 2020 avec le Grand Prix Jean-Pierre Monseré et se termine le 15 août 2020 avec À travers le Hageland. Ce sont les deux seules manches au programme en raison de la pandémie de Covid-19, ce qui contraint les organisateurs a ne pas décerner de vainqueur du challenge. 

## Attribution des points
Sur chaque course, les 15 premiers coureurs marquent des points et le coureur marquant le plus de points au total est considéré comme le vainqueur de la Coupe de Belgique. 
Sur chaque épreuve, les points sont attribués avec le barème suivant :
| Position | 1  | 2  | 3  | 4  | 5  | 6  | 7 | 8 | 9 | 10 | 11 | 12 | 13 | 14 | 15 |
| Points   | 16 | 14 | 13 | 12 | 11 | 10 | 9 | 8 | 7 | 6  | 5  | 4  | 3  | 2  | 1  |

Dans chaque épreuve, il y a 3 sprints intermédiaires avec des points attribués au 3 premiers coureurs. Ces points sont ajoutés au classement individuel.
Les points attribués sont respectivement: 3-2-1 points.

## Résultats
| # | Date    | Course                                | Vainqueur      | Équipe                | Leader du classement individuel |
| - | ------- | ------------------------------------- | -------------- | --------------------- | ------------------------------- |
| 1 | 8 mars  | Grand Prix Jean-Pierre Monseré (2020) | Fabio Jakobsen | Deceuninck-Quick Step | Fabio Jakobsen                  |
| 2 | 15 août | À travers le Hageland (2020)          | Jonas Rickaert | Alpecin-Fenix         | Non attribué                    |

## Classement
En raison du faible nombre d'épreuve, il n'y a pas de classement cette année. Ci-dessous, le classement final officieux.
| Pos. | Coureur           | Équipe                   | Points |
| ---- | ----------------- | ------------------------ | ------ |
| 1    | Florian Sénéchal  | Deceuninck-Quick Step    | 20     |
| 2    | Fabio Jakobsen    | Deceuninck-Quick Step    | 16     |
| 3    | Jonas Rickaert    | Alpecin-Fenix            | 16     |
| 4    | Timothy Dupont    | Circus-Wanty Gobert      | 14     |
| 5    | Nils Eekhoff      | Sunweb                   | 14     |
| 6    | Alfdan De Decker  | Circus-Wanty Gobert      | 13     |
| 7    | Gianni Vermeersch | Alpecin-Fenix            | 13     |
| 8    | Luca Mozzato      | B&B Hotels-Vital Concept | 12     |
| 9    | Thomas Boudat     | Arkéa-Samsic             | 11     |
| 10   | Tim Merlier       | Alpecin-Fenix            | 11     |